# 纳西克
纳西克是印度马哈拉施特拉邦的一座城市，位于戈达瓦里河畔。